# Porphyrinia proxima
Porphyrinia proxima là một loài bướm đêm trong họ Noctuidae.